# Raul Gardini

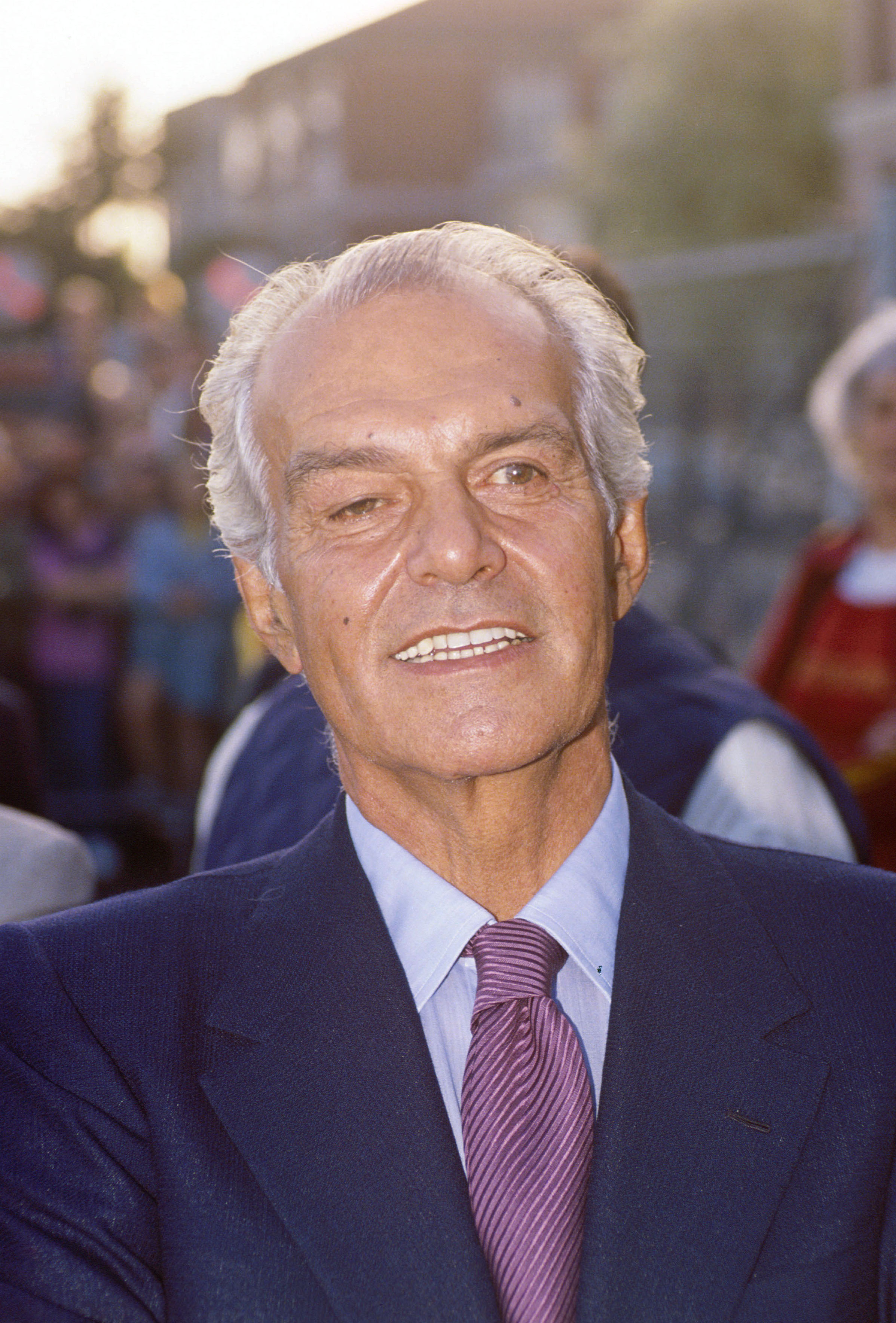
Raul Gardini (1990)

Raul Gardini (* 7. Juni 1933 in Ravenna; † 23. Juli 1993 in Mailand) war ein italienischer Unternehmer und Agronom.

## Leben
Gardini studierte Agrarwissenschaften. Gardini war mit Idina Ferruzzi verheiratet. Nach dem Tod seines Schwiegervaters Serafino Ferruzzi im Jahre 1979 durch einen Flugzeugabsturz übernahm Gardini die Unternehmensnachfolge der Ferruzzi-Gruppe. Dieses Familienunternehmen besaß ganze Landstriche in Südamerika und verfügte über Ölmühlen und Zuckerraffinerien. Gardini kontrollierte über die weitverzweigte Ferruzzi-Gruppe unter anderem das Versicherungsunternehmen La Fondiaria aus Florenz. Über dieses Versicherungsunternehmen wurden 1988 25 Prozent der seit langem zum Verkauf stehenden Volksfürsorge in Hamburg – wie auch die deutsche Gruppe Aachener und Münchener Beteiligungs-AG (AMB) – erworben. 1987 wurden 40 Prozent am italienischen Unternehmen Montedison erworben und später die Mehrheit an Montedison erlangt. In Frankreich erwarb er die Mehrheit am französischen Zucker- und Papierunternehmen Béghin-Say. Für 630 Millionen Dollar kaufte er die europäischen Beteiligungen des amerikanischen Lebensmittelkonzerns Corn Products International (heute Ingredion) aus Illinois. Ende der 1980er kontrollierte er über den Familienkonzern rund 45 Prozent aller nationalen Getreideimporte in Italien.
Die Übernahme des italienischen Energiekonzerns Eni 1990 durch das mehrheitlich kontrollierte Unternehmen Montedison hingegen misslang ihm, nachdem Familienangehörige unter Führung seines Schwagers Carlo Sama rebellierten.
Gardini, dessen Hobbys Reiten, Jagen und Segeln waren, gehörte die Segelyacht Il Moro di Venezia (Mohr von Venedig), dessen Kapitän zeitweise Dennis Conner war. In Venedig gehörte ihm der Palazzo Dario am Canal Grande. In Argentinien besaß er das landwirtschaftliche 20.000 ha große Anwesen Estancia Las Cabezas nahe Buenos Aires. Im Rahmen der juristischen Untersuchungen Mani pulite geriet Gardini unter Korruptionsverdacht und gegen ihn liefen staatsanwaltschaftliche Ermittlungen in Mailand. 1993 beging Gardini unter bis heute unaufgeklärten Umständen Selbstmord.